# Омберју-он-Думб
Омберју-он-Думб (фр. Ambérieux-en-Dombes) насеље је и општина у источној Француској у региону Рона-Алпи, у департману Ен (Рона-Алпи) која припада префектури Бурж ан Брес.
По подацима из 2011. године у општини је живело 1600 становника, а густина насељености је износила 100,5 становника/km². Општина се простире на површини од 15,92 km². Налази се на средњој надморској висини од 300 метара (максималној 302 m, а минималној 265 m).

## Демографија
| 1962. | 1968. | 1975. | 1982. | 1990. | 1999. | 2011. |
| ----- | ----- | ----- | ----- | ----- | ----- | ----- |
| 588   | 627   | 756   | 848   | 1.156 | 1.408 | 1.600 |

График промене броја становника у току последњих година